# Jerod Elcock
Jerod Elcock, né le 30 juillet 1998, est un athlète trinidadien, spécialiste des épreuves de sprint.

## Biographie
Il s'illustre dans l'épreuve du relais 4 × 100 m en remportant la médaille d'argent aux Jeux panaméricains de 2019, aux Jeux du Commonwealth de 2022 et aux Championnats NACAC 2022. En individuel, il atteint la finale du 60 m des championnats du monde en salle 2022.

## Palmarès
| Date | Compétition                        | Lieu       | Résultat | Épreuve   | Temps   |
| ---- | ---------------------------------- | ---------- | -------- | --------- | ------- |
| 2017 | Championnats panaméricains juniors | Trujillo   | 3e       | 4 × 100 m | 39 s 90 |
| 2019 | Jeux panaméricains                 | Lima       | 2e       | 4 × 100 m | 38 s 46 |
| 2022 | Championnats du monde en salle     | Belgrade   | 6e       | 60 m      | 6 s 63  |
| 2022 | Jeux du Commonwealth               | Birmingham | 2e       | 4 × 100 m | 38 s 70 |
| 2022 | Championnats NACAC                 | Freeport   | 2e       | 4 × 100 m | 38 s 94 |
| 2023 | Jeux panaméricains                 | Santiago   | 4e       | 4 × 100 m | 39 s 54 |

## Records
| Épreuve    | Performance | Lieu           | Date          |
| ---------- | ----------- | -------------- | ------------- |
| 100 mètres | 10 s 03     | Port-d'Espagne | 25 juin 2022  |
| 200 mètres | 20 s 64     | El Dorado      | 16 avril 2022 |